# ارین فیلیپس
اِرین ویکتُریا فیلیپس (زادهٔ ۱۹ مه ۱۹۸۵) بسکتبالیست حرفه‌ای سابقِ استرالیایی و بازیکن فوتبال استرالیایی باشگاه فوتبال ادلاید است. او ۹ فصل در انجمن ملی بسکتبال زنان (WNBA) برای ۵ تیم مختلف بازی کرد و ۲ بار قهرمان WNBA شده‌است. او همچنین بازیکن تیم ملی بسکتبال بانوان استرالیا بود و در مسابقات جهانی زنان FIBA در سال ۲۰۰۶ مدال طلا گرفت و به عنوان کاپیتان دوم در بازی‌های المپیک تابستانی ۲۰۱۶ بازی کرد. علاوه بر این، فیلیپس ۴ دوره در مسابقات (AFL Women (AFLW بازی کرده‌است که در آن، او ۲ بار بازیکن برتر و ۲ بار بهترین و شایسته‌ترین بازیکن لیگ استرالیا شده‌است.